# Hunter of Stars
Chansons représentant l'Allemagne au Concours Eurovision de la chanson
You and me
(2013) Time to shine
(2015)
Hunter of Stars est la chanson représentant la Suisse au Concours Eurovision de la chanson 2014. Elle est interprétée par le chanteur Sebalter.

## Histoire
La chanson est d'abord publiée le 2 décembre 2013.
Elle est sélectionnée lors de Die Grosse Entscheidungsshow pour être présente au Concours Eurovision de la chanson 2014.
Après avoir pris la quatrième place de la deuxième demi-finale avec 92 points, elle finit treizième de la finale avec 64 points.